# Coloray
Coloray, artiestennaam van Raynor de Groot, is een Nederlandse live-dj, muziekproducent, zanger en grafisch ontwerper.

## Biografie
De Groot begon, beïnvloed door zijn moeder, rond zijn zevende à achtste met zingen. Op zijn dertiende speelde hij al gitaar en begon hij muziekprogramma Fruityloops te gebruiken om muziek op te nemen. Rond zijn twintigste begon hij muziek te maken met programma Ableton. In 2016 richtte hij samen met Emiel van den Dungen de dj-act Tunnelvisions op, waarmee hij voornamelijk balearic beat maakte. Hij verliet de act in 2019, om vervolgens de solo-act Coloray op te richten. De naam koos hij omdat hij zelf muziek wilde maken vanuit verschillende genres en daardoor de verschillende "colors" (kleuren) van muziek wilde vertegenwoordigen.
In 2019 werd de single Can't Stop in samenwerking met Eagles & Butterflies uitgebracht en werd een clubhit op Ibiza. Eerste ep volgde in december van dat jaar; Real Life Cinema, uitgebracht bij Atomnation Records. In 2019 richtte De Groot ook label Intercept Records op, als sublabel van Atomnation Records. Na enkele singles en ep's, kwam Coloray in 2021 met album en audiovisueel project Future Static. Hij maakte hiervoor een virtual reality app, waar fans in een virtuele omgeving zijn muziek konden ervaren, mede doordat het tijdens de coronacrisis op dat moment niet kon.
In 2022 stond Coloray op enkele Nederlandse festivals, zoals Grasnapolsky, het DGTL festival, Into the Great Wide Open en vooral Lowlands. In januari van 2023 stond de artiest op ESNS. Hij werkte in dat jaar ook aan zijn tweede album ©, wat werd uitgebracht in september van dat jaar. In dat album gaat de artiest in op de invloeden van sociale media op artiesten en de drang om commerciele muziek uit te geven, maar ook over hoe hij de chaos in zijn leven als artiest omarmt. Hij trad in 2023 in Nederland op op onder andere de festivals Best Kept Secret, Weitjerock en opnieuw Lowlands. Ook stond hij op het Hongaarse festival Sziget.